# Michaël Fœssel

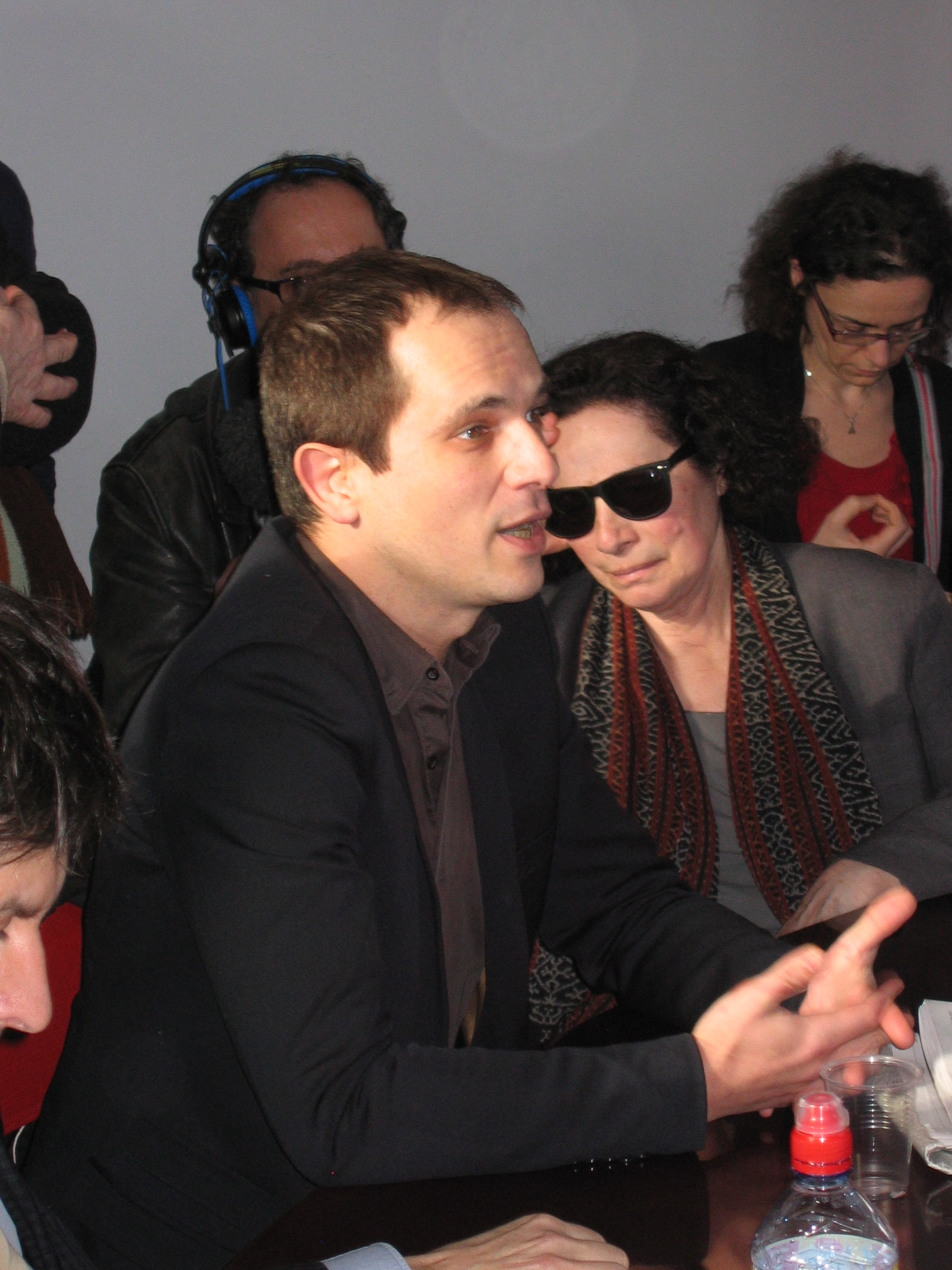
Michaël Fœssel im März 2014

Michaël Fœssel (* 24. Oktober 1974 in Thionville, Département Moselle) ist ein französischer Philosoph.

## Biografie
Michaël Fœssel studierte ab 1995 an der École normale supérieure Lettres et sciences humaines. Zwei Jahre später erhielt er die Agrégation für Philosophie und schrieb 2002 seine Abschlussarbeit L’équivoque du monde über Immanuel Kant an der Universität Rouen. Nach Betätigung als Dozent an der Universität von Burgund und am Institut Catholique de Paris, wurde er 2013 Professor für Philosophie an der École polytechnique, wo er die Nachfolge von Alain Finkielkraut antrat. Außerdem wurde Fœssel Teil des Redaktionsrates der Zeitschrift Esprit und ist seit 2014 zusammen mit Jean-Claude Monod Leiter der Reihe l’Ordre philosophique des Verlages Éditions du Seuil.
Michaël Fœssels Philosophie trägt apodiktische Züge. Seine Arbeiten beschäftigen sich mit der Bedeutung und den Risiken der demokratischen Erfahrung sowie dem Kosmopolitismus, aus kantischer Perspektive. 
2020 erhielt Fœssel den Guizot-Preis. 2022 erschien Quartier rouge, Le plaisir et la gauche bei den Presses Universitaires de France (PUF).

## Veröffentlichungen
Jugendbücher
- Pourquoi les hommes se disputent-ils à propos de Dieu? Giboulées-Gallimard jeunesse, Paris 2007, ISBN 978-2-07-061196-6 (Deutsch: Warum streiten Menschen über Gott? Aus dem Französischen von Holger Fock und Sabine Müller. Campus, Frankfurt am Main 2009, ISBN 978-3-593-38821-2).

Bücher und Aufsätze
- Kant et l’équivoque du monde. CNRS, Paris 2008, ISBN 978-2-271-06633-6.
- La Privation de l’intime. Mises en scène politiques des sentiments (= Débats.). Éditions du Seuil, Paris 2008, ISBN 978-2-02-098251-1.
- État de vigilance. Critique de la banalité sécuritaire (= Diagnostics.). Éditions Le Bord de l’eau, Latresne 2010, ISBN 978-2-35687-065-0 (Neuausgabe: État de vigilance. Critique de la banalité sécuritaire. Postface inédite (= Points. Essais. 807). Éditions Points, Paris 2016, ISBN 978-2-7578-6227-8).
- Le scandale de la raison. Kant et le problème du mal (= Champion. Collection Essais. 5). Éditions Honoré Champion, Paris 2010, ISBN 978-2-7453-2155-8.
- Après la fin du monde. Critique de la raison apocalyptique (= L’ordre philosophique.). Éditions du Seuil, Paris 2012, ISBN 978-2-02-105367-8 (Deutsch: Nach dem Ende der Welt. Kritik der apokalyptischen Vernunft. Aus dem Französischen von Brita Pohl. Turia + Kant, Wien u. a. 2019, ISBN 978-3-85132-936-0).
- Le Temps de la consolation (= L’ordre philosophique.). Éditions du Seuil, Paris 2015, ISBN 978-2-02-118338-2.
- La Nuit. Vivre sans témoin (= Les grands mots.). Éditions Autrement, Paris 2017, ISBN 978-2-7467-4473-8.
- Récidive. 1938. Presses Universitaires de France, Paris 2019, ISBN 978-2-13-081750-5.

Gemeinschaftswerke
- als Herausgeber mit Fabien Lamouche: Paul Ricœur: Anthologie (= Points. Série Essais. 576). Éditions du Seuil, Paris 2007, ISBN 978-2-7578-0300-4.
- mit Raphaël Enthoven: Kant (= Les Nouveaux chemins de la connaissance.). Librairie Académique Perrin, Paris 2009, ISBN 978-2-262-03105-3.
- Beteiligung an: Qu’est-ce que la gauche? Fayard, Paris 2017, ISBN 978-2-213-70458-6.